# روبرت كليبورن
روبرت كليبورن (بالإنجليزية: Robert Claiborne)‏ هو كاتب أمريكي، ولد في 1919، وتوفي في 1990.